# Giuseppe Migone
Giuseppe Migone (Genova, 11 maggio 1875 – Roma, 1º gennaio 1951) è stato un arcivescovo cattolico italiano.

## Biografia
Nasce a Genova l'11 maggio 1875, si trasferisce a Roma, quale alunno dell'Almo Collegio Capranica, venendo ordinato sacerdote il 14 agosto 1898.
È segretario particolare del genovese marchese Giacomo Dalla Chiesa, fino ad allora Sostituto della Segreteria di Stato, eletto da Pio X, il 18 dicembre 1907, all'episcopato e nominato arcivescovo metropolita di Bologna, in sostituzione del cardinale Domenico Svampa, morto il 10 agosto precedente.
Il 1º febbraio 1912 diviene cameriere segreto soprannumerario.
Ricopre l'incarico di segretario per tutto l'episcopato, quasi settennale, di Della Chiesa, creato anche cardinale presbitero dei Santi Quattro Coronati il 25 maggio 1914, dopo tre concistori nei quali non è presente il suo nome.
Partecipa al conclave del 1914, quale conclavista dell'arcivescovo di Bologna.
Due giorni dopo l'elezione di Benedetto XV, il 5 settembre di quell'anno, viene nominato, assieme a Camillo Caccia Dominioni, Alberto Arborio Mella di Sant'Elia e a Rodolfo Gerlach, cameriere segreto partecipante, ufficio che ricopre fino alla morte del Papa.
Dopo l'elezione del suo successore, viene chiamato, il 7 febbraio 1922, allo stesso incarico, con Alberto Arborio Mella di Sant'Elia, Federico Callori di Vignale, Monalduzio Leopardi e Carlo Confalonieri, cui, il 26 marzo successivo, viene aggiunto anche Diego Venini.
Il 20 dicembre 1923 diviene prelato domestico, e, il 30 marzo dell'anno seguente, viene nominato ablegato apostolico per la consegna della berretta cardinalizia al neo-porporato spagnolo Eustaquio Ilundáin y Esteban, arcivescovo di Siviglia.
Nel concistoro segreto del 16 dicembre 1935, Pio XI crea cardinale Carlo Cremonesi, arcivescovo titolare di Nicomedia ed elemosiniere segreto, e, in quello di tre giorni dopo, lo chiama a succedergli, sia nella medesima chiesa metropolitana titolare che nello stesso incarico.
È lo stesso papa che un mese dopo, il 19 gennaio 1936, lo consacra nella Cappella Sistina, avendo per co-consacranti il genovese suo coetaneo Giovanni Battista Federico Vallega, arcivescovo titolare di Nicopoli di Epiro, e l'agostiniano Agostino Zampini, vescovo titolare di Porfireone, sacrista e vicario generale dello Stato della Città del Vaticano.
Il giorno seguente è nominato assistente al Soglio Pontificio, e successivamente anche canonico vaticano.
Partecipa, per il suo ufficio, alla sede vacante ed al conclave del 1939.
Muore, all'età di 75 anni, il 1º gennaio 1951.

## Genealogia episcopale
La genealogia episcopale è:
- Cardinale Scipione Rebiba
- Cardinale Giulio Antonio Santori
- Cardinale Girolamo Bernerio, O.P.
- Vescovo Claudio Rangoni
- Arcivescovo Wawrzyniec Gembicki
- Arcivescovo Jan Wężyk
- Vescovo Piotr Gembicki
- Vescovo Jan Gembicki
- Vescovo Bonawentura Madaliński
- Vescovo Jan Małachowski
- Arcivescovo Stanisław Szembek
- Vescovo Felicjan Konstanty Szaniawski
- Vescovo Andrzej Stanisław Załuski
- Arcivescovo Adam Ignacy Komorowski
- Arcivescovo Władysław Aleksander Łubieński
- Vescovo Andrzej Stanisław Młodziejowski
- Arcivescovo Kasper Kazimierz Cieciszowski
- Vescovo Franciszek Borgiasz Mackiewicz
- Vescovo Michał Piwnicki
- Arcivescovo Ignacy Ludwik Pawłowski
- Arcivescovo Kazimierz Roch Dmochowski
- Arcivescovo Wacław Żyliński
- Vescovo Aleksander Kazimierz Bereśniewicz
- Arcivescovo Szymon Marcin Kozłowski
- Vescovo Mečislovas Leonardas Paliulionis
- Arcivescovo Bolesław Hieronim Kłopotowski
- Arcivescovo Jerzy Józef Elizeusz Szembek
- Vescovo Stanisław Kazimierz Zdzitowiecki
- Cardinale Aleksander Kakowski
- Papa Pio XI
- Arcivescovo Giuseppe Migone